# Lakeland Village, Kalifornien
Lakeland Village är en ort (CDP) i Riverside County, i delstaten Kalifornien, USA. Enligt United States Census Bureau har orten en folkmängd på 11 541 invånare (2010) och en landarea på 22,5 km².